# Cantonul Miradoux
Cantonul Miradoux este un canton din arondismentul Condom, departamentul Gers, regiunea Midi-Pyrénées, Franța.

## Comune
| Comune        | Populație (1999) | Cod poștal | Cod INSEE |
| ------------- | ---------------- | ---------- | --------- |
| Castet-Arrouy | 144              | 32340      | 32085     |
| Flamarens     | 146              | 32340      | 32131     |
| Gimbrède      | 287              | 32340      | 32146     |
| Miradoux      | 497              | 32340      | 32253     |
| Peyrecave     | 82               | 32340      | 32314     |
| Plieux        | 174              | 32340      | 32320     |
| Saint-Antoine | 174              | 32340      | 32358     |
| Sainte-Mère   | 182              | 32700      | 32395     |
| Sempesserre   | 311              | 32700      | 32429     |